# Liste des archevêques de Yaoundé
Pour un article plus général, voir Archidiocèse de Yaoundé.
La liste des archevêques de Yaoundé établit la chronologie des titulaires du siège épiscopal catholique de Yaoundé (Archidioecesis Yaundensis). 
La préfecture apostolique du Cameroun est créée le 18 mars 1890 par détachement du vicariat apostolique des Deux-Guinées. Elle est elle-même érigée en vicariat apostolique du Cameroun le 2 janvier 1905. Celui-ci change de dénomination le 3 avril 1931 pour devenir le vicariat apostolique camerounais de Yaoundé. Enfin, ce dernier est érigé en archevêché le 14 septembre 1955.

## Préfet apostolique du Cameroun
- 22 juillet 1890 - 2 janvier 1905 : Heinrich Vieter (ou Enrico Vieter), S.A.C., promu vicaire apostolique du Cameroun[1].

## Vicaires apostoliques du Cameroun
- 2 janvier 1905 - 7 novembre 1914 : Heinrich Vieter (ou Enrico Vieter), S.A.C.
  - 16 juillet 1913 - 7 novembre 1914 : Francis Hennemann (ou Franziskus Xaver Hennemann), S.A.C., vicaire apostolique coadjuteur
- 7 novembre 1914 - 26 juin 1922 : Francis Hennemann (ou Franziskus Xaver Hennemann), S.A.C., nommé préfet apostolique du Cap de Bonne-Espérance central
  - 6 mai 1922 - 19 mai 1923 : François-Xavier Vogt, C.S.Sp., administrateur apostolique
- 19 mai 1923 - 3 avril 1931 : François-Xavier Vogt, C.S.Sp., nommé vicaire apostolique de Yaoundé

## Vicaires apostoliques de Yaoundé
- 3 avril 1931 - 4 mars 1943 : François-Xavier Vogt, C.S.Sp.
  - 14 décembre 1931 - 4 mars 1943 : René Graffin, C.S.Sp., vicaire apostolique coadjuteur, également évêque titulaire de Mosynople (de)
- 4 mars 1943 - 14 septembre 1955 : René Graffin, C.S.Sp., promu archevêque, également évêque titulaire de Mosynople (de)

## Archevêques de Yaoundé
- 14 septembre 1955 - 6 septembre 1961 : René Graffin, C.S.Sp.
- 11 septembre 1961 - 20 mars 1998 : Jean Zoa
- 27 novembre 1998 - 10 novembre 2002 : André Wouking
- 18 octobre 2003 - 28 juillet 2013 : Simon-Victor Tonyé Bakot
  - 29 juillet 2013 - 31 octobre 2014 : Jean Mbarga, administrateur apostolique
- depuis le 31 octobre 2014[2] : Jean Mbarga

## Galerie de portraits

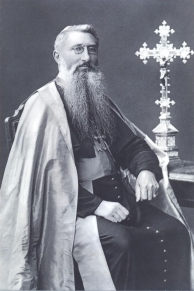
Heinrich Vieter (1890-1914)
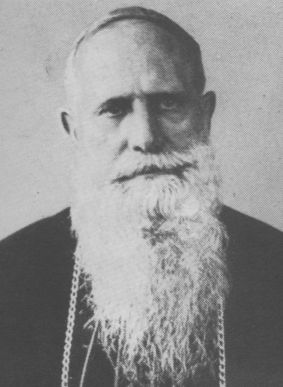
Francis Hennemann (1914-1922)
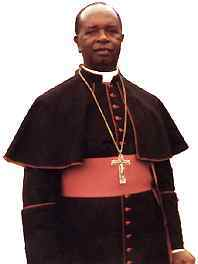
Jean Zoa (1961-1998)
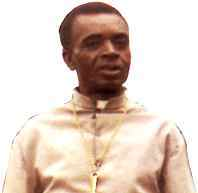
André Wouking (1998-2002)
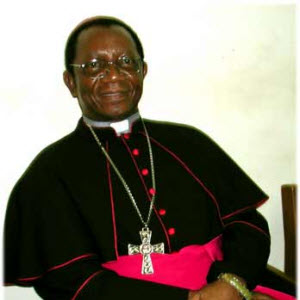
Simon-Victor Tonyé Bakot (2003-2013)
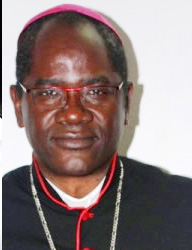
Jean Mbarga (2014-*)

## Évêques auxiliaires
- 3 juillet 1955 - 24 juin 1961 : Paul Etoga, nommé évêque de Mbalmayo
- 12 décembre 1974 - 22 juillet 1983 : Jean-Baptiste Ama, nommé évêque de Sangmélima
- 30 novembre 2006 - 4 décembre 2008 : Christophe Zoa, nommé évêque de Sangmélima

## Évêques originaires du diocèse
- Paul Etoga (1911-1998), évêque auxiliaire de Yaoundé puis évêque de Mbalmayo
- Jérôme Owono-Mimboe (1933-2016), évêque d'Obala
- Dieudonné Espoir Atangana (né en 1958), évêque de Nkongsamba
- Jean-Marie Benoît Balla (1959-2017), évêque de Bafia
- Joseph Befe Ateba (1962-2014), évêque de Kribi

## Sources
- L'ANNUAIRE PONTIFICAL, sur le site www.catholic-hierarchy.org, à la page www.catholic-hierarchy.org